# Brodeur Peninsula
Brodeur Peninsula är en halvö i Kanada.   Den ligger i territoriet Nunavut, i den nordöstra delen av landet, 3 100 km norr om huvudstaden Ottawa.
Trakten runt Brodeur Peninsula är permanent täckt av is och snö. Trakten runt Brodeur Peninsula är nära nog obefolkad, med mindre än två invånare per kvadratkilometer.